# Shūzō Kuki

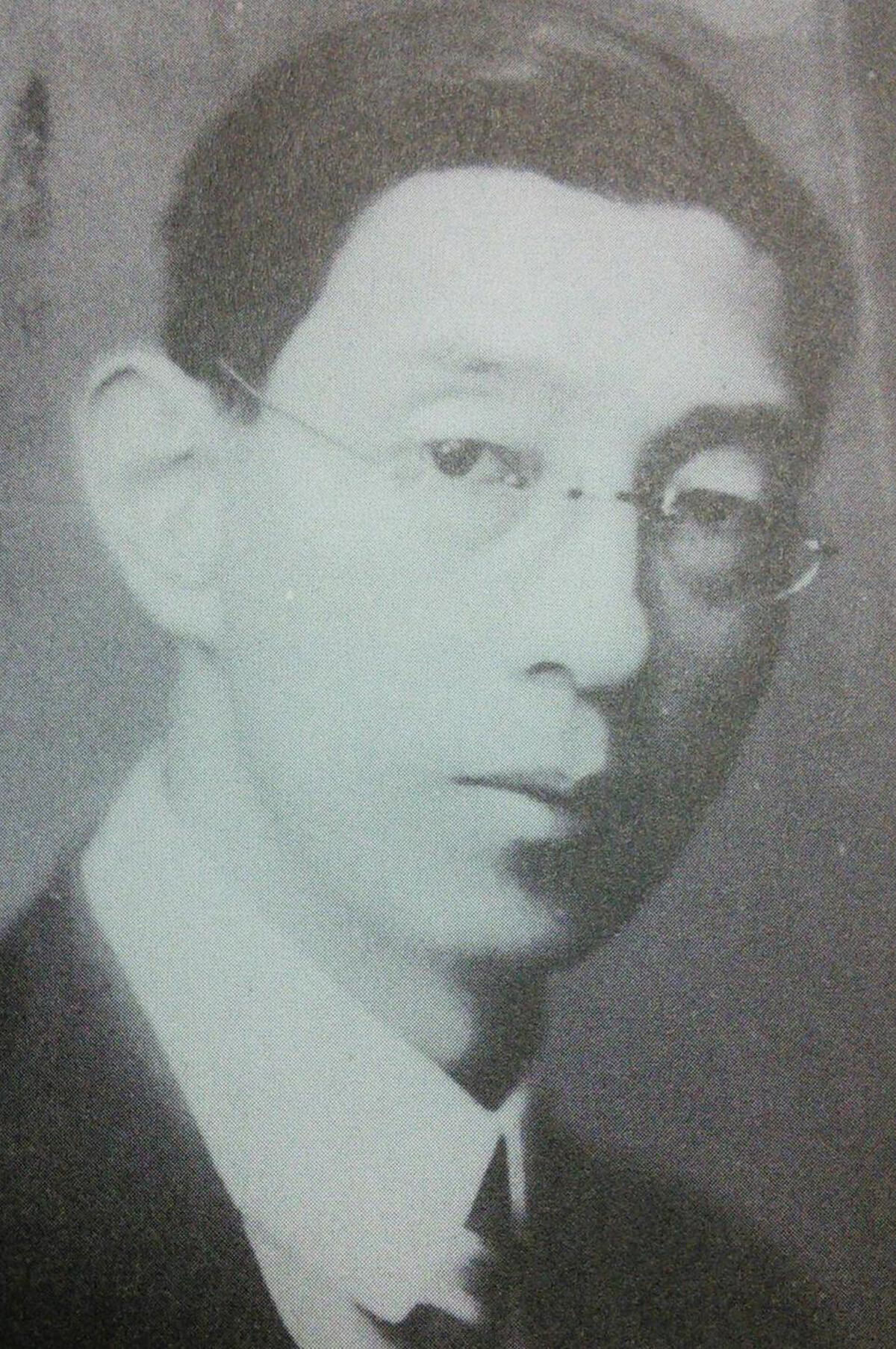
Shūzō Kuki

Kuki Shūzō (jap. 九鬼 周造; * 15. Februar 1888 in der Präfektur Tokio; † 6. Mai 1941 in Kyōto) war ein japanischer Philosoph und Universitätsprofessor.

## Biografie
Shūzō war das vierte Kind von Baron Kuki Ryūichi (九鬼 隆一), einem Beamten des Ministeriums für Erziehung und Unterricht (Mombu-shō). Als Kukis Mutter, Hatsuko, schwanger wurde und sich in Okakura Kakuzō, auch bekannt als Okakura Tenshin verliebte, tauchte das haltlose Gerücht auf, dass Okakura Kukis Vater sein könnte. Dennoch kann Okakura, der Kuki nach der Trennung und Scheidung der Eltern häufig besuchte, als Vorbild betrachtet werden, das Kuki beeinflusst hat. Während er Okakura seine Faszination für Ästhetik und vermutlich auch für Fremdsprachen verdankt, geht sein Interesse an japanischen Freudenvierteln wahrscheinlich auf die Tatsache zurück, dass seine Mutter selbst einmal als Geisha gearbeitet hat.
Im Alter von 23 Jahren 1911 wurde Shūzō getauft und konvertierte damit zum Katholizismus. Nach dem Abschluss in Philosophie an der Universität Tōkyō verbrachte er acht Jahre in Europa, um seine Sprachkenntnisse und seine Studien des zeitgenössischen westlichen Denkens zu vertiefen. An der Universität Heidelberg studierte er bei dem Neokantianer Heinrich Rickert und engagierte Eugen Herrigel als Tutor. An der Universität von Paris lernte er Henri Bergson und seine Arbeiten kennen und engagierte den jungen Jean-Paul Sartre als französischen Tutor.
Außerhalb Japans ist kaum bekannt, dass Kuki Jean Paul Sartres Interesse an der Philosophie Martin Heideggers weckte. An der Albert-Ludwigs-Universität Freiburg studierte Kuki bei Edmund Husserl Phänomenologie. In Husserls Haus traf er zum ersten Mal auch Martin Heidegger persönlich. Später ging er zur Universität Marburg, um Heideggers Vorlesungen über Immanuel Kant zu hören und um an dessen Seminar „Schellings Essay über das Wesen der menschlichen Freiheit“ teilzunehmen. Kommilitonen während des Aufenthalts in Europa waren Watsuji Tetsurō und Miki Kiyoshi.
Kurze Zeit nach seiner Rückkehr nach Japan schrieb und veröffentlichte er sein Hauptwerk „Die Struktur von Iki“ (1930), mit dem er Generationen japanischer Schriftsteller und Denker inspirierte. In diesem Werk führt er eine phänomenologische Analyse von Iki durch und konstatierte, dass Iki ein zentraler Wert / Bestandteil der japanischen Kultur ist. Er lehrte an der Universität Kyōto, einem herausragenden Zentrum für konservative kulturelle Werte und Denkweisen. Seine ersten Vorträge konzentrierten sich auf Descartes und Bergson.
1933 wurde er Privatdozent. Im gleichen Jahr veröffentlichte er die erste längere Studie über Heidegger in japanischer Sprache. Im März 1934 habilitierte er zum Professor für Philosophie. Im darauf folgenden Jahr veröffentlichte er das „Problem der Kontingenz“ (偶然性の問題, Gūzensei no mondai), in das seine persönlichen Erfahrungen während des Aufenthaltes in Europa und die Einflüsse Heideggers mit einflossen.
Seine Vorlesungen über Heidegger an der Universität Kyōto wurden im Jahr 1939 unter dem Titel, „Man and Existence“ (人間と実存, Ningen to jitsuzon) veröffentlicht.
1941 starb Kuki an den Folgen einer Bauchfellentzündung. Kuki ist wie auch Tanizaki Jun’ichirō in der Tempelanlage Hōnen’in in Kyōto bestattet. Auf seinem Grabstein ist eine Strophe aus Goethes Wandrers Nachtlied eingraviert.

## Hauptwerke
- 1930 Die Struktur von "Iki" (「いき」の構造, „iki“ no kōzo)
- 1933 Die Philosophie Heideggers (Haideggā no tetsugaku)
- 1935 The Problem of Contingency (偶然性の問題, Gūzensei no mondai)
- 1939 Man and Existence (人間と実存, Ningen to jitsuzon)
- 1941 An Essay on the Fine Arts (文芸論, Bungeiron)

## Referenzen
1. Sakabe Megumi, Washida Seiichi, Fujita Masakatsu (Hrsg.): Kuki Shūzō no sekai. Minerva Shobō, Tōkyō 2002.
2. Hiroshi Nara: The Structure of Detachment: the Aesthetic Vision of Kuki Shūzō with a translation of "Iki no kōzō." Honolulu 2004
3. S. Noma (Hrsg.): Kuki Shūzō . In: Japan. An Illustrated Encyclopedia. Kodansha, 1993. ISBN 4-06-205938-X, S. 839.
4. Graham Parkes: Heidegger and Asian Thought. University of Hawaii Press, Honolulu 1990. ISBN 978-0-8248-1312-3
5. Tekeshi Yasuda, Tada Michitarō: "Iki" no kōzō o yomu. Asahi Sensho, Tōkyō 1979